# 中外写真薬品
中外写真薬品株式会社（英社名：CHUGAI PHOTO CEMICAL Co.,Ltd.）は、日本の写真現像薬品の製造を主とする企業である。

## 来歴
1948年10月1日、久郷政吉ほか数名により東京都中央区日本橋大伝馬町にて写真薬品の販売を目的として創業。故に「中外グループ」と表現するためよく誤解されるがロシュグループの中外製薬とは資本・人的ともに一切関係無い。当初はこの界隈で仕入れた試薬を写真現像薬用に調合してパッケージ化し販売していた。後に墨田区に工場を置き、全国に営業所を開設。研究所を開設する等、余々に規模を拡大していった。一時は全国に15の事業拠点を構え、写真製版用薬品や印刷版（PS板）の販売、ノーリツ鋼機のミニラボ販売台数一位、イルフォード製品の日本総代理店も勤め2001年には年商100億を超えた。
しかしデジタルカメラの台頭により写真現像のニーズが落ち込んでおり、また売上の一翼を担っていたイルフォード製品のフィルム、印画紙関係の製品が契約解除により扱えなくなってしまったため、現在は年商20億円台という状況が続いている。最近では、ネットプリント事業を中心に子会社化・既存会社の買収を進めている。ネットプリントの評判に関しては、品質面の悪さや薬剤を販売しているDPEショップへの悪影響を言われている。
2002年にサインディスプレイを扱っていた部門をジェットグラフ株式会社として分離独立させた。ジェットグラフ株式会社は、東京を本社とし大阪・名古屋・福岡に営業所を置く。仙台・札幌にも一時出張所は置いたが、現在は閉鎖。主にインクジェットプリンタやメディア・ラミネートフィルムの他、ディスプレイ用品・フィニッシングに関する製品を取り扱っている。2017年7月を以って中外写真薬品の営業部門をジェットグラフ株式会社へ移譲。中外写真薬品は製造に専念している。

## 沿革
- 1948年10月1日 創業。
- 1962年 購買部門を中外薬品工業株式会社として分離。
- 1975年 イルフォスピードペーパー国内総発売元として発売開始。
- 1987年 イルフォード社と日本総代理店契約が成立。
- 2000年 ドイツ・ベグラ社製品の直輸入開始。
- 2002年7月 サインディスプレイ販売部門をジェットグラフ株式会社として分離。
- 2008年4月 イルフォード日本総代理店契約が解除。フィルム印画紙の販売権はサイバーグラフィックスへ移管される。
- 2017年7月 営業部門をジェットグラフ株式会社に移管・再統合される。

## 関連会社
- 中外薬品工業株式会社 － 購買部を分割子会社化。仕入先の一つ。
- ジェットグラフ株式会社 － 第二営業部のグラフィックアーツ部問を分割子会社化。商品によって仕入・卸売、相互に関係がある。
- マイアルバム株式会社 － ダンボネット・システムズ株式会社、他一社から事業を買収。「マイアルバム」「DPE宅配便」等を運営。
- イメージングゲート株式会社  － かつては傘下のネットプリント事業会社であったが、2015年10月からマイアルバム株式会社の子会社化。